# Difluoroammina
La difluoroammina è il composto inorganico con formula NHF2. Questo alogenuro di azoto in condizioni normali è un gas incolore fortemente reattivo. È un composto instabile che può esplodere facilmente.

## Storia
Una sostanza ritenuta difluoroammina fu descritta da Ruff e Staub nel 1931, ma i tentativi successivi di riprodurre la sintesi fallirono, e le proprietà fisiche riportate da Ruff non sono in accordo con quelle attuali. La difluoroammina fu sintetizzata e caratterizzata con certezza per la prima volta nel 1959 da Al Kennedy e Charles B. Colburn, isolandola in piccola quantità come sottoprodotto dalla reazione a 250-300 ºC tra trifluoruro di azoto e arsenico.

## Sintesi
La difluoroammina si può sintetizzare con una resa del 74% scaldando sotto vuoto una miscela di tetrafluoroidrazina e tiofenolo, con successiva distillazione sotto vuoto. La reazione complessiva risulta:
{\displaystyle {\ce {N2F4 + 2C6H5SH -> 2HNF2 + C6H5SSC6H5}}}
Alternativamente si può fluorurare l'urea e idrolizzare il difluoruro di urea formato:
{\displaystyle {\ce {CH4N2O + 2F2 -> CH2F2N2O + 2HF}}}
{\displaystyle {\ce {CH2F2N2O + 2HF + H2O -> NHF2 + CO2 + NH4F.HF}}}

## Reattività[2][4]
La difluoroammina si decompone termicamente formando N2F2 in presenza di KF (che assorbe HF rilasciato):
{\displaystyle {\ce {2NHF2 ->[{\ce {(KF)}}] N2F2 + 2HF}}}
La reazione a bassa temperatura con ClF produce clorodifluoroammina:
{\displaystyle {\ce {NHF2 + ClF -> NClF2 + HF}}}
NHF2 è una base debole e può formare addotti reagendo a -80 ºC con acidi di Lewis come BF3, PF5 e SO2; aumentando la temperatura questi addotti si decompongono prima di arrivare a temperatura ambiente. Sotto i -80 ºC reagisce con AsF5 in HF anidro formando NH2F+2 e AsF−6.
La difluoroammina può reagire anche come acido:
{\displaystyle {\ce {NHF2 <=> NF2- + H+}}}
se non ci sono basi disponibili, l'anione NF−2 reagisce formando N2F2:
{\displaystyle {\ce {2NF2- -> N2F2 + 2F-}}}
In chimica organica la difluoroammina viene talvolta usata per ottenere difluoroammino derivati di composti organici.